# The Iron Man: The Musical by Pete Townshend
The Iron Man: The Musical by Pete Townshend es el cuarto álbum de estudio del músico británico Pete Townshend, publicado por el sello Virgin Records en junio de 1989. El álbum, un nuevo trabajo conceptual tras la publicación de White City: A Novel tres años antes, es una adaptación de la novela de Ted Hughes  The Iron Man y contó con la colaboración de músicos como Roger Daltrey, Deborah Conway, John Lee Hooker y Nina Simone. Daltrey, junto con John Entwistle, participaron en la grabación de dos canciones, «Dig» y «Fire». 
Una versión teatral de The Iron Man se estrenó en el teatro Young Vic de Londres en 1993. Sobre la base de la versión teatral, Warner Brothers desarrolló la historia para un largometraje que, con una adaptación distinta de la historia, acabó convirtiéndose en The Iron Giant, en la que Townshend figuró como productor ejecutivo.
Tras su publicación, The Iron Man: The Musical by Pete Townshend obtuvo un éxito comercial moderado y alcanzó el puesto 58 en la lista estadounidense Billboard 200. El álbum fue remasterizado y reeditado en 2006 por Hip-O Records, una división de Universal Music Group, junto al resto del catálogo musical de Townshend.

## Lista de canciones
Todas las canciones escritas y compuestas por Pete Townshend excepto donde se nota. 
| N.º | Título                 | Escritor(es)                                            | Voz                                | Duración |  |
| 1.  | «I Won't Run Any More» |                                                         | Pete Townshend y Deborah Conway    | 4:51     |  |
| 2.  | «Over the Top»         |                                                         | John Lee Hooker                    | 3:31     |  |
| 3.  | «Man Machines»         |                                                         | Simon Townshend                    | 0:42     |  |
| 4.  | «Dig»                  |                                                         | The Who                            | 4:07     |  |
| 5.  | «A Friend Is a Friend» |                                                         | Townshend                          | 4:44     |  |
| 6.  | «I Eat Heavy Metal»    |                                                         | John Lee Hooker                    | 4:01     |  |
| 7.  | «All Shall Be Well»    |                                                         | Townshend, Conway y Chyna          | 4:02     |  |
| 8.  | «Was There Life»       |                                                         | Townshend                          | 4:19     |  |
| 9.  | «Fast Food»            |                                                         | Nina Simone                        | 4:26     |  |
| 10. | «A Fool Says...»       |                                                         | Townshend                          | 2:51     |  |
| 11. | «Fire»                 | Arthur Brown, Vincent Crane, Mike Finesilver, Peter Ker | The Who                            | 3:47     |  |
| 12. | «New Life»/«Reprise»   |                                                         | Chyna, Townshend y Nicola Emmanuel | 6:00     |  |

| Bonus tracks (reedición de 2006) |                                          |          |  |
| N.º                              | Título                                   | Duración |  |
| 13.                              | «Dig» (Versión vocal de Simon Townshend) | 4:09     |  |
| 14.                              | «Man Machines»                           | 4:34     |  |
| 15.                              | «I Eat Heavy Metal» (Demo)               | 4:04     |  |